# كأس ملك إسبانيا 2010–11
كان كأس ملك إسبانيا 2010–11 الموسم رقم 109 في تاريخ كأس ملك إسبانيا. بدأت المنافسة يوم 21 أغسطس 2010 وانتهت مع النهائي يوم 20 أبريل 2011. فاز ريال مدريد بهذه النسخة بعد تغلبه على برشلونة بنتيجة 1–0 في الوقت الإضافي بهدف البرتغالي كريستيانو رونالدو. وقد أُقيم النهائي بملعب المستايا في مدينة فالنسيا.
يُذكر أن هذه الخسارة حرمت برشلونة من الثلاثية الثانية في تاريخه (والتي نالها لاحقًا عام 2015) إذ كانت بينه وبين تحقيقها مباراة واحدة فقط.
كان إشبيلية حامل اللقب إلا أنه خسر أمام ريال مدريد في نصف النهائي.

## الفرق المتأهلة
- 20 فريقًا من الدوري الإسباني 2009–10
- 21 فريقًا من دوري الدرجة الثانية الإسباني 2009–10
- 24 فريقًا من دوري الدرجة الثانية ب
- 18 فريقًا من دوري الدرجة الثالثة

## ربع النهائي
| الفريق الأول | إجم. | الفريق الثاني        | مباراة الذهاب | مباراة الإياب |
| ------------ | ---- | -------------------- | ------------- | ------------- |
| فياريال      | 3–6  | إشبيلية              | 3–3           | 0–3           |
| ألمريا       | 4–2  | ديبورتيفو لا كورونيا | 1–0           | 3–2           |
| برشلونة      | 6–3  | ريال بيتيس           | 5–0           | 1–3           |
| ريال مدريد   | 4–1  | أتلتيكو مدريد        | 3–1           | 1–0           |

## نصف النهائي
| الفريق الأول | إجم. | الفريق الثاني | مباراة الذهاب | مباراة الإياب |
| ------------ | ---- | ------------- | ------------- | ------------- |
| برشلونة      | 8–0  | ألمريا        | 5–0           | 3–0           |
| إشبيلية      | 0–3  | ريال مدريد    | 0–1           | 0–2           |

## النهائي
| برشلونة | 0–1 (ب.و.إ.) | ريال مدريد   |
| ------- | ------------ | ------------ |
|         | تقرير        | رونالدو 103' |

| برشلونة | ريال مدريد |

|                  |
| البطل            |
| ريال مدريد       |
| اللقب الثامن عشر |

## الهدافون

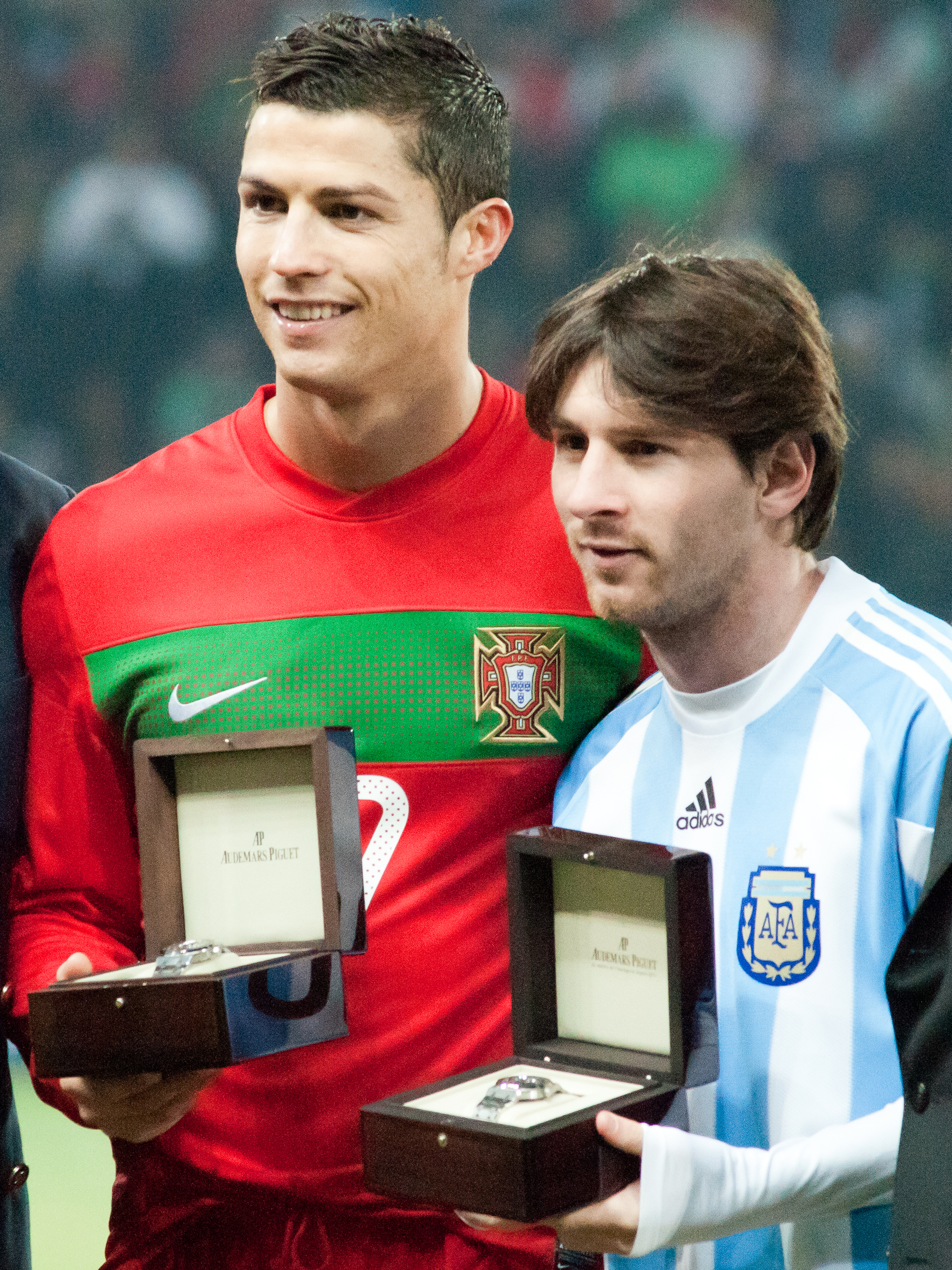
ليونيل ميسي (يمين) وكريستيانو رونالدو (يسار) هدافا البطولة.

| الترتيب | اللاعب            | النادي               | الأهداف |
| ------- | ----------------- | -------------------- | ------- |
| 1       | ليونيل ميسي       | برشلونة              | 7       |
| 1       | كريستيانو رونالدو | ريال مدريد           | 7       |
| 3       | ليوناردو أولوا    | ألمريا               | 6       |
| 4       | كريم بنزيما       | ريال مدريد           | 5       |
| 4       | ألفارو نيغريدو    | إشبيلية              | 5       |
| 6       | فيرناندو كافيناغي | ريال مايوركا         | 4       |
| 6       | أدريان لوبيز      | ديبورتيفو لا كورونيا | 4       |
| 6       | خورخي مولينا      | ريال بيتيس           | 4       |
| 6       | بيدرو رودريغيز    | برشلونة              | 4       |
| 10      | 8 لاعبين          | 8 لاعبين             | 3       |